# Hemerobius pallipes
Hemerobius pallipes is een insect uit de familie van de bruine gaasvliegen (Hemerobiidae), die tot de orde netvleugeligen (Neuroptera) behoort. 
Hemerobius pallipes is voor het eerst wetenschappelijk beschreven door Olivier in 1792.